# Herbert von Dirksen

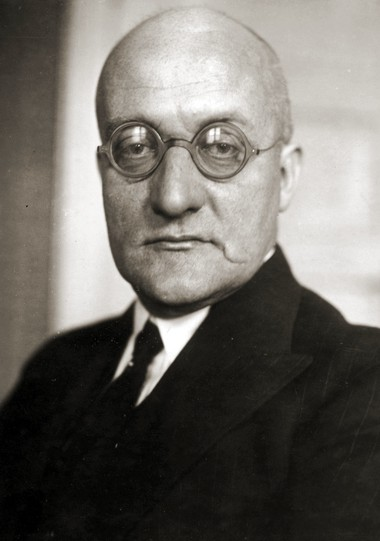
Herbert von Dirksen

Eduard Willy Kurt Herbert Dirksen, ab 1887 von Dirksen (* 2. April 1882 in Berlin; † 19. Dezember 1955 in München) war ein deutscher Gutsherr, Botschafter und Autor. Bis 1945 wohnte er auf Gröditzberg bei Adelsdorf im Landkreis Goldberg in der Provinz Niederschlesien.

## Familie

Schloss Gröditzberg aus der Luft

Er entstammte einer westpreußischen Familie, die mit Claes Dirksen (* 1605) in Danzig (1681) die Stammreihe beginnt. Er war Sohn des Gutsbesitzers und kaiserlich deutschen Gesandten Willibald von Dirksen (1852–1928), Gutsherr auf Gröditzberg (heute Grodziec nahe Zagrodno, ehemals Adelsdorf), und dessen erster Ehefrau Ella Schnitzler (1860–1916). Sein Vater war 1887 mit seiner Familie in den preußischen erblichen Adelsstand erhoben worden.

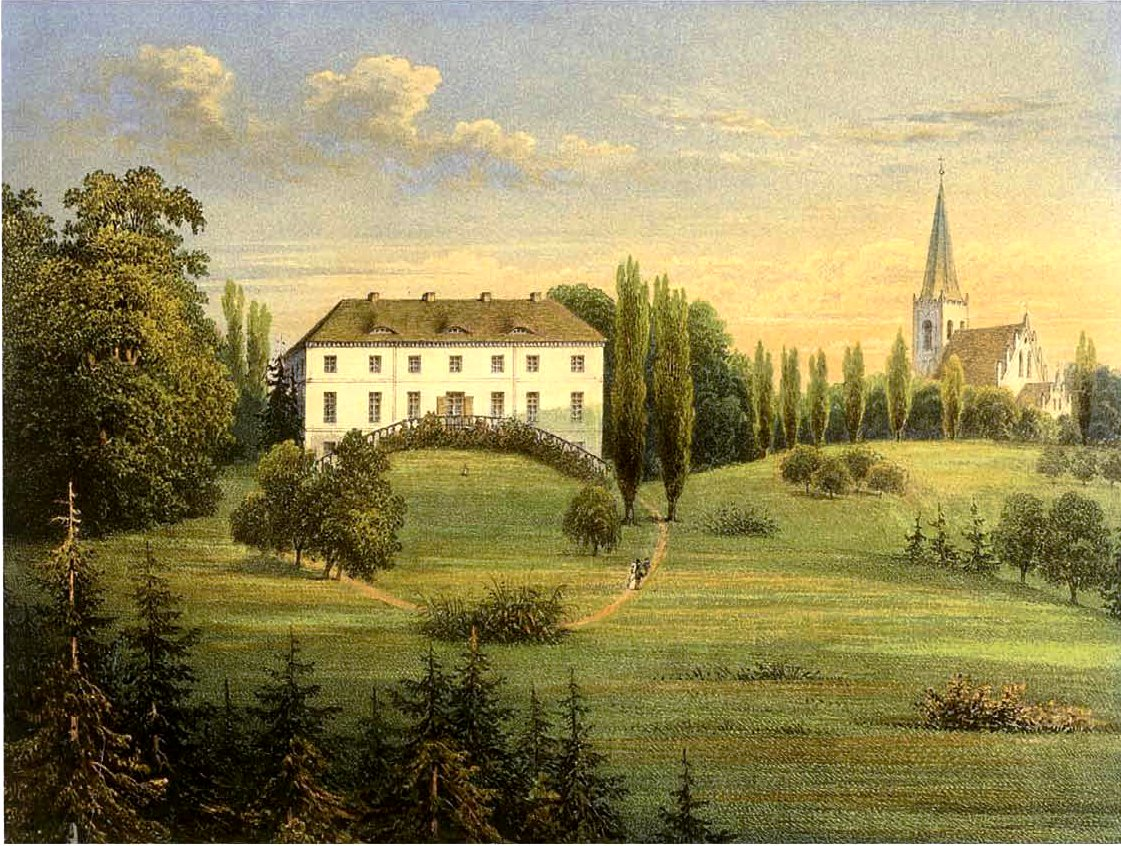
Rittergut Vietnitz

Dirksen heiratete am 25. Juni 1910 in Berlin Hilda Freiin von Oelsen (* 14. Januar 1885 auf Gut Vietnitz, Landkreis Königsberg, Neumark in Brandenburg; † 12. September 1942 auf Gut Gröditzberg, Landkreis Goldberg-Haynau, Provinz Niederschlesien), die Tochter des Gutsbesitzers Alfred Freiherr von Oelsen, Gutsherr auf Vietnitz (1848–1926) und anderen, und der Margarethe Mechthilde von Saldern (1855–1923).

## Leben
Nach anfänglichem Hausunterricht machte Dirksen 1900 sein Abitur auf dem Königlichen Wilhelms-Gymnasium in Berlin; anschließend studierte er 1900–1903 Rechtswissenschaft in Heidelberg und Berlin und promovierte zum Dr. iur. in Rostock. 1900 wurde er im Corps Saxo-Borussia Heidelberg recipiert. Nach dem einjährigen Militärdienst beim 3. Garde-Ulanen-Regiment in Potsdam folgte von 1904 bis 1910 das Referendariat im preußischen Staatsdienst, unterbrochen von einem längeren Aufenthalt in London 1905 und einer einjährigen Weltreise 1907/08. Nach dem 2. juristischen Staatsexamen heiratete er 1910 Hilda von Oelsen.
Von 1910 bis 1914 war Dirksen als Regierungsassessor am Landratsamt in Bonn. In dieser Zeit veröffentlichte er mehrere, einen deutschen Imperialismus fordernde, Artikel. Mit Ausbruch des Ersten Weltkrieges wurde er eingezogen und diente im Nachschub sowie in verschiedenen Militärstäben. Durch Protektion erhielt er 1915 eine Stelle in der Zivilverwaltung in Belgien, wo er unter anderem für die Deportation belgischer Arbeitskräfte in das Deutsche Reich zuständig war.

### Anfänge im Auswärtigen Amt
1917 übernahm Dirksen aushilfsweise eine Tätigkeit als Referent in der Englischen Hilfsstelle an der Deutschen Gesandtschaft in Den Haag und betrieb seine Aufnahme in den deutschen diplomatischen Dienst. Mitte 1918 wurde er vom Auswärtigen Amt übernommen und als Leiter des Referates Presse und Propaganda zur Kaiserlichen Gesandtschaft nach Kiew entsandt. In der durch deutsche Truppen besetzten Ukraine sollte er helfen, das Land im Zuge der deutschen Kriegszielpolitik als selbstständigen Staat zu konsolidieren. Mit dem Ende des Krieges und dem Vordringen sowjetrussischer Truppen nach Kiew wurde die Gesandtschaft geschlossen; 1919 kehrte er nach Berlin zurück.
Dirksen wollte sich mit dem Ende des Kaiserreiches und der Konstituierung der Demokratie eigentlich aus dem diplomatischen Dienst zurückziehen, da er von dieser Staatsform nicht überzeugt war. Gleichzeitig engagierte er sich in der Deutschnationalen Volkspartei (DNVP), welcher er bald nach Gründung beigetreten war. Im Auswärtigen Amt wurde er 1919 Leiter des Unterreferates Baltikum. Zentrale Aufgabe seines Wirkens war die geordnete und rasche Rückführung deutscher Truppenteile aus dem Baltikum.
Mit der Wiederaufnahme von diplomatischen Beziehungen zu Polen im Jahre 1920 wurde Dirksen nach Warschau entsandt, um bis zum Nachrücken eines Gesandten als Geschäftsträger zu fungieren. Als dieser nach nur vier Monaten Amtszeit zurücktrat und das Auswärtige Amt wegen der schwierigen deutsch-polnischen Beziehungen keinen Nachfolger entsenden wollte, wurde Dirksen wieder Geschäftsträger. In die internationalen Vorbereitungen zur Aufteilung Oberschlesiens wurde er nicht eingebunden.
Wieder ins Auswärtige Amt nach Berlin zurückbeordert, war Dirksen als Leiter des Polen-Referates ab 1921 mit der Oberschlesien-Frage konfrontiert. Er empfand er die östlichen Abtretungen als eine Demütigung der deutschen Nation und verlangte eine Revision. Trotzdem musste er die deutsch-polnischen Verhandlungen dazu vorbereiten.
1923 zum Generalkonsul in Danzig ernannt, konnte Dirksen, bedingt durch den Status der Freien Stadt, auf die politischen und ökonomischen Entscheidungen nur begrenzt einwirken, weshalb er sich auf die Kulturpolitik verlegte, mit deren Hilfe er die geistige Einheit von Reich und Stadt erhalten wollte.
Im Zuge einer Umstrukturierung im Auswärtigen Amt wurde Dirksen 1925 die Stellung eines Dirigenten in der sogenannten Ostabteilung mit den Sachgebieten Osteuropa, Skandinavien und Ostasien übertragen. War er an den Verhandlungen zu den Locarno-Verträgen als Protokollführer der deutschen Delegation inhaltlich nur gering beteiligt, kam ihm bei den Vorbereitungen des Wirtschafts- und Konsularvertrages und des Berliner Vertrages mit der Sowjetunion eine größere Bedeutung zu. Hier war er Mitte 1925 teilweise mit der Verhandlungsführung betraut.
1928 avancierte Dirksen als Nachfolger von Erich Wallroth zum Ministerialdirektor und Leiter der Ostabteilung im Auswärtigen Amt. Als glücklicher Zufall erwies sich 1928 für ihn der Streit zwischen Reichspräsident Paul von Hindenburg und Außenminister Gustav Stresemann über die Besetzung des Botschafterpostens in Moskau. Nach langen Auseinandersetzungen einigten sie sich auf Herbert von Dirksen als Kompromisskandidaten.

### Botschafter in Moskau, Tokio und London
Durch mehrere diplomatische Fehler erweckte Dirksen in Deutschland gleich zu Beginn seiner Botschafterzeit den Eindruck von Inkompetenz. Seine grundlegenden Fehleinschätzungen vor und während des sowjetisch-chinesischen Grenzkriegs von 1929 sowie der Situation der Reichsdeutschen in der Sowjetunion gaben 1929 dazu Anlass. In den folgenden Jahren gelang es Dirksen nicht, das deutsch-sowjetische Verhältnis nachhaltig zu verbessern. Politische Provokationen auf beiden Seiten, die Zwangskollektivierung in der Sowjetunion, die Nichtangriffspakt-Politik Moskaus und auch der Reichstagsbrand waren Gründe dafür. Im Herbst 1933 erwirkte das Auswärtige Amt schließlich seine Versetzung an die Deutsche Botschaft in Tokio.
Als Dirksen Ende 1933 in Tokio eintraf, kündigte er sogleich einen Besuch des unter japanischer Kontrolle stehenden Mandschukuos an. Da dieses einer unerwünschten Anerkennung durch Deutschland gleichgekommen wäre, untersagte es ihm das Auswärtige Amt. An diese Weisung fühlte er sich allerdings nicht gebunden, da er im Auftrag Adolf Hitlers zu handeln glaubte, der ihm aufgetragen hatte, die deutsch-japanischen Beziehungen zu verbessern. Trotz Dirksens intensiver Bemühungen wurde er 1936 nicht in die Verhandlungen zum Antikominternpakt einbezogen. Im chinesisch-japanischen Konflikt 1937 sprach er sich nach längerem Zögern für eine deutsche Vermittlung aus, die jedoch Anfang 1938 scheiterte. Mit Verweis auf gesundheitliche Gründe wurde er auf eigenen Wunsch nach rund fünf Jahren in Ostasien aus Tokio abberufen.

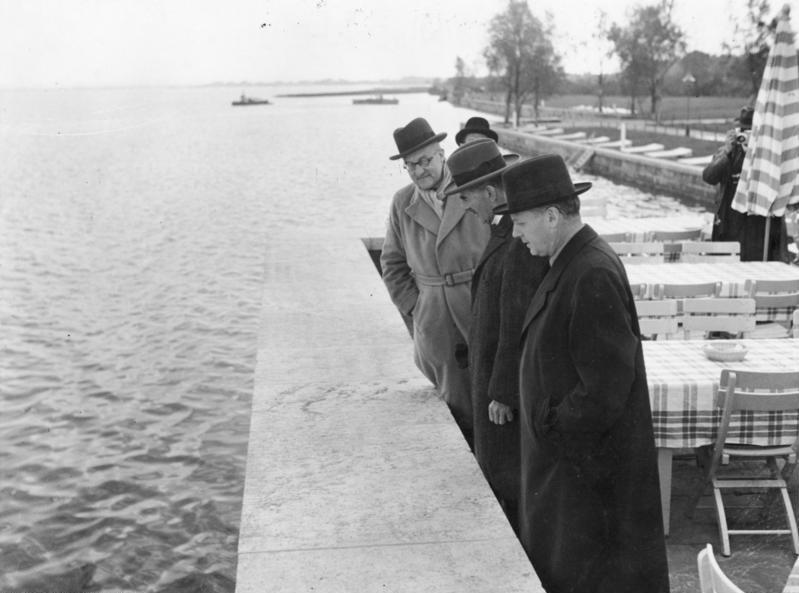
Auf der Terrasse des Autobahn-Rasthauses am Chiemsee (von links) v. Dirksen, Neville Chamberlain und Ribbentrop.

Im Sommer 1936 beantragte Dirksen die Aufnahme in die NSDAP und wurde zum 1. März 1937 aufgenommen (Mitgliedsnummer 3.811.159).
Auf seiner Rückreise nach Deutschland erhielt Dirksen von Außenminister Joachim von Ribbentrop das Angebot, eine neue diplomatische Mission zu übernehmen. Obwohl er zu diesem Zeitpunkt noch seine berufliche Laufbahn beenden wollte, wurde er 1938 Botschafter in London.

### Zweiter Weltkrieg, Entnazifizierung und Nachkriegszeit
Mit Beginn des Zweiten Weltkriegs endete für Dirksen seine aktive Zeit als Diplomat. Auf Schloss Gröditzberg mit einem 1284-Hektar-Gut, widmete er sich fortan wieder seiner publizistischen Tätigkeit. Im deutschen und besetzten europäischen Raum hielt er darüber hinaus vor Soldaten und Parteigenossen historisch-politische Vorträge, in denen er den Krieg und Hitlers Politik im Allgemeinen rechtfertigte.
Aus Schlesien wurde Dirksen auf ausdrücklichen Befehl von Außenminister Joachim von Ribbentrop durch ein SS-Sonderkommando entsetzt. Vermutlich blieben dabei Akten des Guts- und Privatarchivs zurück und fielen in die Hände der sowjetischen Truppen (siehe sowjetische Veröffentlichung von 1949: Archiv Dirksens). Die Akten gelangten später in das Zentralarchiv der DDR nach Potsdam.
Seine letzten Jahre verlebte Dirksen in Bergen (Chiemgau), wo er sich der Entnazifizierung unterziehen musste; 1947 stufte ihn das Spruchkammerverfahren in Traunstein als entlastet ein. In dieser Zeit war er für die Organisation Gehlen, der Vorläufereinrichtung des Bundesnachrichtendienstes, tätig. Hier hatte er vor allem repräsentative Aufgaben. Bis zu seinem Tode verfasste er diverse kritische Aufsätze zur Ostpolitik Konrad Adenauers und zur Schlesien-Problematik. Nach langer und schwerer Krankheit starb Herbert von Dirksen am 19. Dezember 1955 im Alter von 73 Jahren in München.

## Schriften
- Freundesland im Osten. ein Nipponbuch in Bildern. Wilhelm Limpert Verlag, Berlin 1943
- Moskau, Tokio, London. Erinnerungen und Betrachtungen zu 20 Jahren deutscher Außenpolitik 1919–1939. Kohlhammer, Stuttgart 1949.

### Genealogie
- Genealogisches Handbuch des Adels, (GHdA), Adelige Häuser B (Briefadel), Band V, Band 26 der Gesamtreihe GHdA. Hauptbearbeiter: Hans Friedrich von Ehrenkrook; Mitarbeit: Friedrich Wilhelm Euler. C. A. Starke, Limburg an der Lahn 1961, S. 49 f.; ISSN 0435-2408
- Gothaisches Genealogisches Taschenbuch der Briefadeligen Häuser 1908. Jg. 2. Justus Perthes, Gotha 1907–11, S. 214 f.; ub.uni-duesseldorf.de